# آرتید (مینه‌سوتا)
آرتید (به انگلیسی: Arthyde) یک منطقهٔ مسکونی در ایالات متحده آمریکا است که در شهرستان ایتکین، مینه‌سوتا واقع شده‌است. آرتید ۳۹۱٫۰۶ متر بالاتر از سطح دریا قرار دارد.